# Tzi Ma

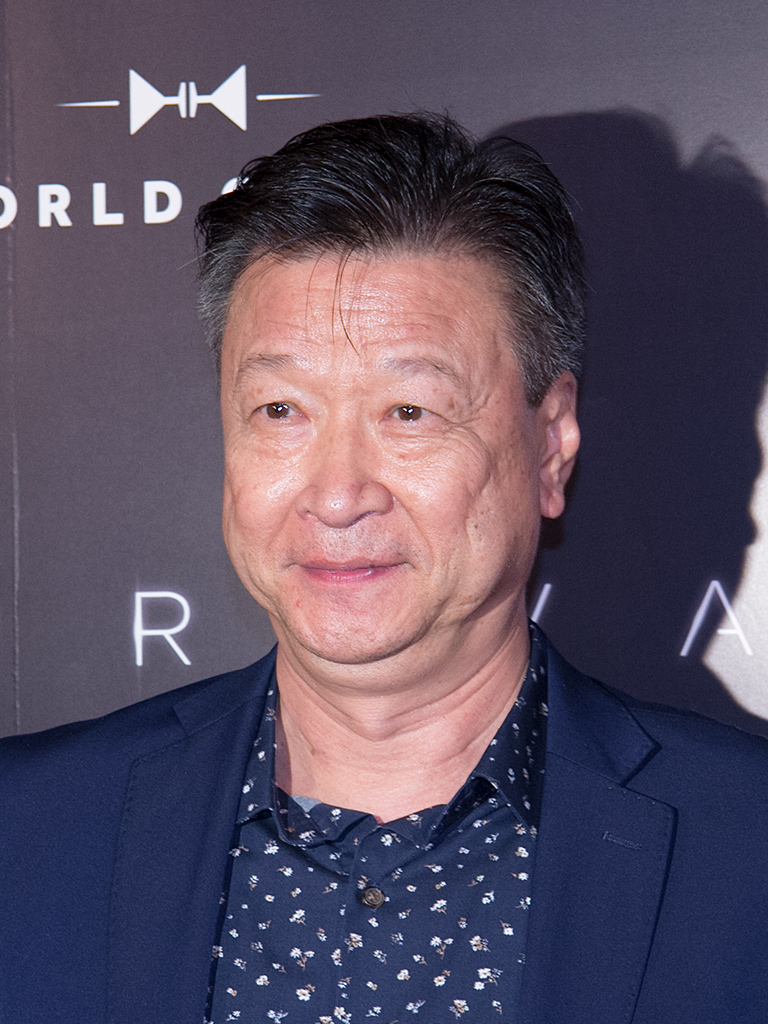
Tzi Ma (2016)

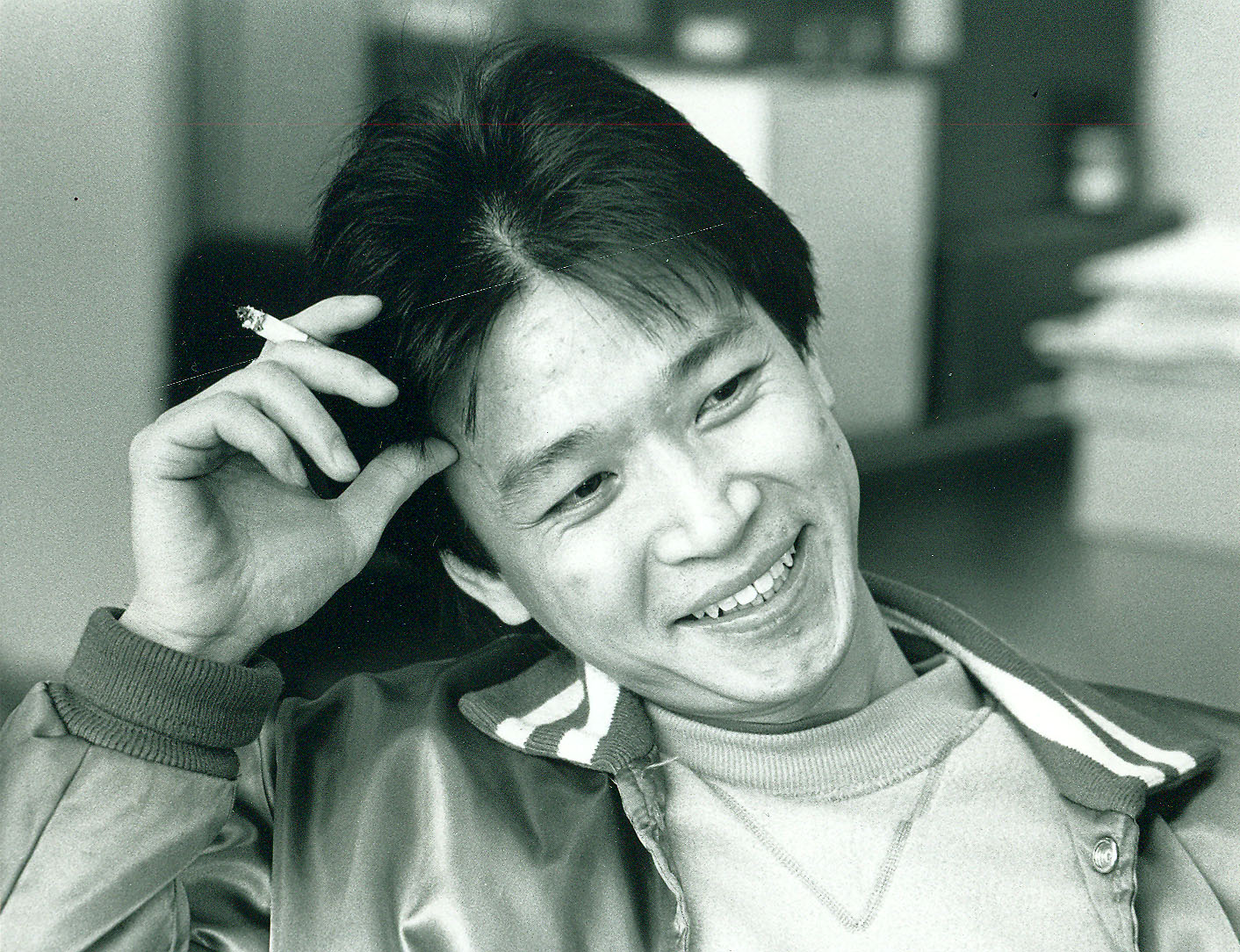
Tzi Ma in den späten 1970er Jahren

Tzi Ma (chinesisch 馬志, Pinyin Mǎ Zhì, Jyutping Maa5 Zi3, * 10. Juni 1962 in Hongkong) ist ein US-amerikanischer Schauspieler chinesischer Herkunft.

## Leben
Tzi Ma stammt aus Hongkong und wuchs in New York auf. Dort studierte er klassisches Theater und Tanz. Er trat in verschiedenen US-amerikanischen Filmen auf. Seine größten Rollen hatte er in den Streifen Der stille Amerikaner, Ladykillers, Rush Hour sowie Rush Hour 3.
Einen größeren Bekanntheitsgrad erreichte Ma mit der Rolle des undurchsichtigen Cheng Zhi in der Echtzeitserie 24, in der er in drei Staffeln sowie in der Fortsetzung 24: Live Another Day mitspielte.
Weitere Auftritte hatte Ma in Fernsehserien wie Walker, Texas Ranger, Law & Order, Emergency Room – Die Notaufnahme, Chicago Hope – Endstation Hoffnung, Raumschiff Enterprise: Das nächste Jahrhundert, L.A. Law – Staranwälte, Tricks, Prozesse und New York Cops – NYPD Blue. 2020 ist Ma in zwei Folgen der Prime-Video-Produktion Bosch zu sehen.
Tzi Ma spricht fließend Englisch, Kantonesisch und Hochchinesisch. Er ist seit 1994 mit Christina Ma verheiratet und lebt abwechselnd in New York und Los Angeles.

## Filmografie (Auswahl)
- 1989: Raumschiff Enterprise – Das nächste Jahrhundert (Star Trek: The Next Generation, Fernsehserie, Episode 2x17)
- 1989: MacGyver (Fernsehserie, Episode 5x07)
- 1990: RoboCop 2
- 1992: Rapid Fire – Unbewaffnet und extrem gefährlich (Rapid Fire)
- 1994: Die Abenteuer des Brisco County jr. (The Adventures of Brisco County, Jr., Fernsehserie, Episode 1x24)
- 1996: Außer Kontrolle (Chain Reaction)
- 1996–2000: Nash Bridges (Fernsehserie, 3 Episoden)
- 1997: Dante’s Peak
- 1997: Red Corner – Labyrinth ohne Ausweg (Red Corner)
- 1998: Rush Hour
- 1998–1999: Millennium – Fürchte deinen Nächsten wie Dich selbst (Millennium, Fernsehserie, 2 Episoden)
- 1998–1999: Martial Law – Der Karate-Cop (Martial Law, Fernsehserie, 5 Episoden)
- 2000: The Pretender (Fernsehserie, Episode 4x14)
- 2000: Walker, Texas Ranger (Fernsehserie, Episode 8x20)
- 2002: Der stille Amerikaner (The Quiet American)
- 2002: Law & Order (Fernsehserie, Episode 13x09)
- 2004: Ladykillers
- 2005: JAG – Im Auftrag der Ehre (Fernsehserie, Episode 10x16)
- 2005–2007: 24 (Fernsehserie, 13 Episoden)
- 2007: Rush Hour 3
- 2012: Die Qual der Wahl (The Campaign)
- 2013: Marvel’s Agents of S.H.I.E.L.D. (Fernsehserie, Episode 1x05)
- 2013: Saving Hope (Fernsehserie, Episode 2x05)
- 2013, 2016: Once Upon a Time – Es war einmal … (Once Upon a Time, Fernsehserie, 3 Episoden)
- 2014: 24: Live Another Day (Miniserie, 3 Episoden)
- 2014: A Good Man – Gegen alle Regeln (A Good Man)
- 2014–2015: Satisfaction (Fernsehserie, 9 Episoden)
- 2015: Hell on Wheels (Fernsehserie, 6 Episoden)
- 2016–2017, 2019: Veep – Die Vizepräsidentin (Veep, Fernsehserie, 4 Episoden)
- 2016: Arrival
- 2016: The Man in the High Castle (Fernsehserie, 6 Episoden)
- 2017: Ransom (Fernsehserie, Episode 1x08)
- 2018: Silicon Valley (Fernsehserie, 3 Episoden)
- 2018: Skyscraper
- 2019: The Farewell
- 2019: Wu Assassins (Fernsehserie, 6 Episoden)
- 2019: Treadstone (Fernsehserie, Episode 1x01)
- 2020: Mulan
- 2020: Tigertail
- 2020: Bosch (Fernsehserie, 2 Episoden)
- 2020: The Kid Detective
- seit 2021: Kung Fu (Fernsehserie)
- 2024: Five Blind Dates